# Tepetzintla, Tampacán
Tepetzintla är en ort i Mexiko.   Den ligger i kommunen Tampacán och delstaten San Luis Potosí, i den sydöstra delen av landet, 230 km norr om huvudstaden Mexico City. Tepetzintla ligger 171 meter över havet och antalet invånare är 167.
Terrängen runt Tepetzintla är platt åt nordost, men åt sydväst är den kuperad. Terrängen runt Tepetzintla sluttar norrut. Runt Tepetzintla är det ganska tätbefolkat, med 80 invånare per kvadratkilometer. Närmaste större samhälle är Tampacan, 6,9 km sydväst om Tepetzintla. I omgivningarna runt Tepetzintla växer huvudsakligen savannskog.